# Marisa Sistach
Marisa Sistach (ur. 10 września 1961 w mieście Meksyk w Meksyku) – meksykańska reżyserka, scenarzystka, montażystka, producentka filmowa. 
W 1980 roku za swój debiutancki  ¿Y si Platicamos de Agosto? została uhonorowana przez Meksykańską Akademię Filmową Nagrodą Ariel w kategorii Najlepszy film krótkometrażowy. 
Po wieloletniej pracy w telewizji, w 1988 roku zdecydowała się na wyreżyserowanie pierwszego filmu długometrażowego (Los Pasos de Ana), który był oparty na jej osobistych doświadczeniach. 
Film Fiołkowe Perfumy, który wyreżyserowała kilka lat później, otrzymał 5 nagród Meksykańskiej Akademii Filmowej oraz został wyróżniony na Międzynarodowym Festiwalu Filmowym w Karlowych Warach (dwie nagrody) i na Festiwalu Filmowym w Hawanie (cztery nagrody).

## Scenariusz
- 2007: El Brassier de Emma
- 2001: Fiołkowe perfumy (Nadie te oye: Perfume de violetas)
- 1999: Kometa (El Cometa)

## Reżyseria
- 2007: El Brassier de Emma
- 2006: Dziewczyna na kamieniu (La Niña en la piedra)
- 2001: Fiołkowe perfumy (Nadie te oye: Perfume de violetas)
- 1999: Kometa (El Cometa)
- 1995: La Línea paterna
- 1992: Anoche soñé contigo
- 1988: Los Pasos de Ana
- 1986: Los Libros tienen la palabra
- 1983: Conozco a los tres
- 1980:  ¿Y si Platicamos de Agosto?

## Produkcja
- 1980:  ¿Y si Platicamos de Agosto?

## Montaż
- 1980:  ¿Y si Platicamos de Agosto?